# Camelobaetidius suapi
Camelobaetidius suapi is een haft uit de familie Baetidae. De wetenschappelijke naam van de soort is voor het eerst geldig gepubliceerd in 2002 door Nieto.
De soort komt voor in het Neotropisch gebied.